# Великопольща

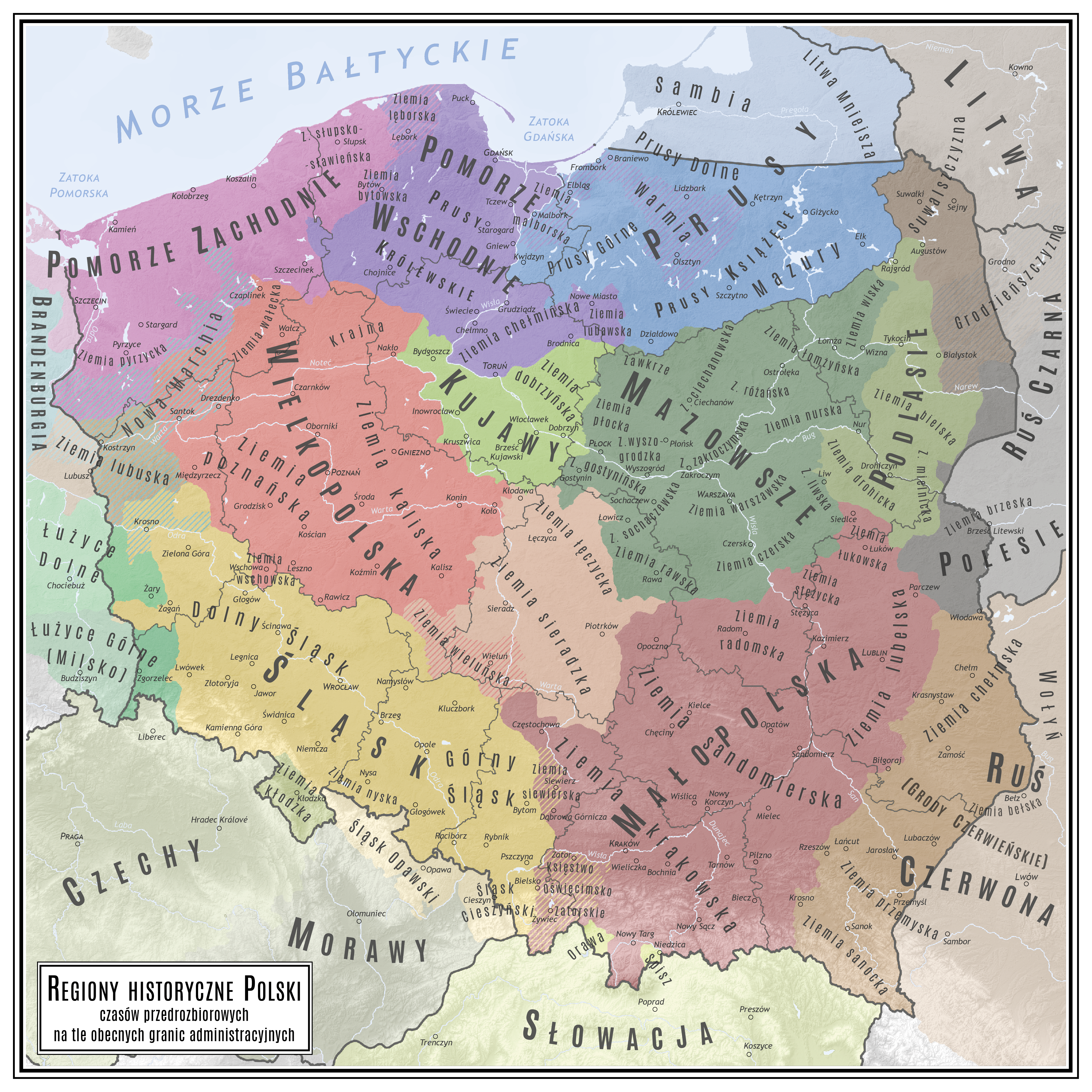
Великопольща та інші історичні землі Польщі на тлі сучасних адміністративних кордонів. До складу Великопольщі входить Познанська землі та Каліська землі

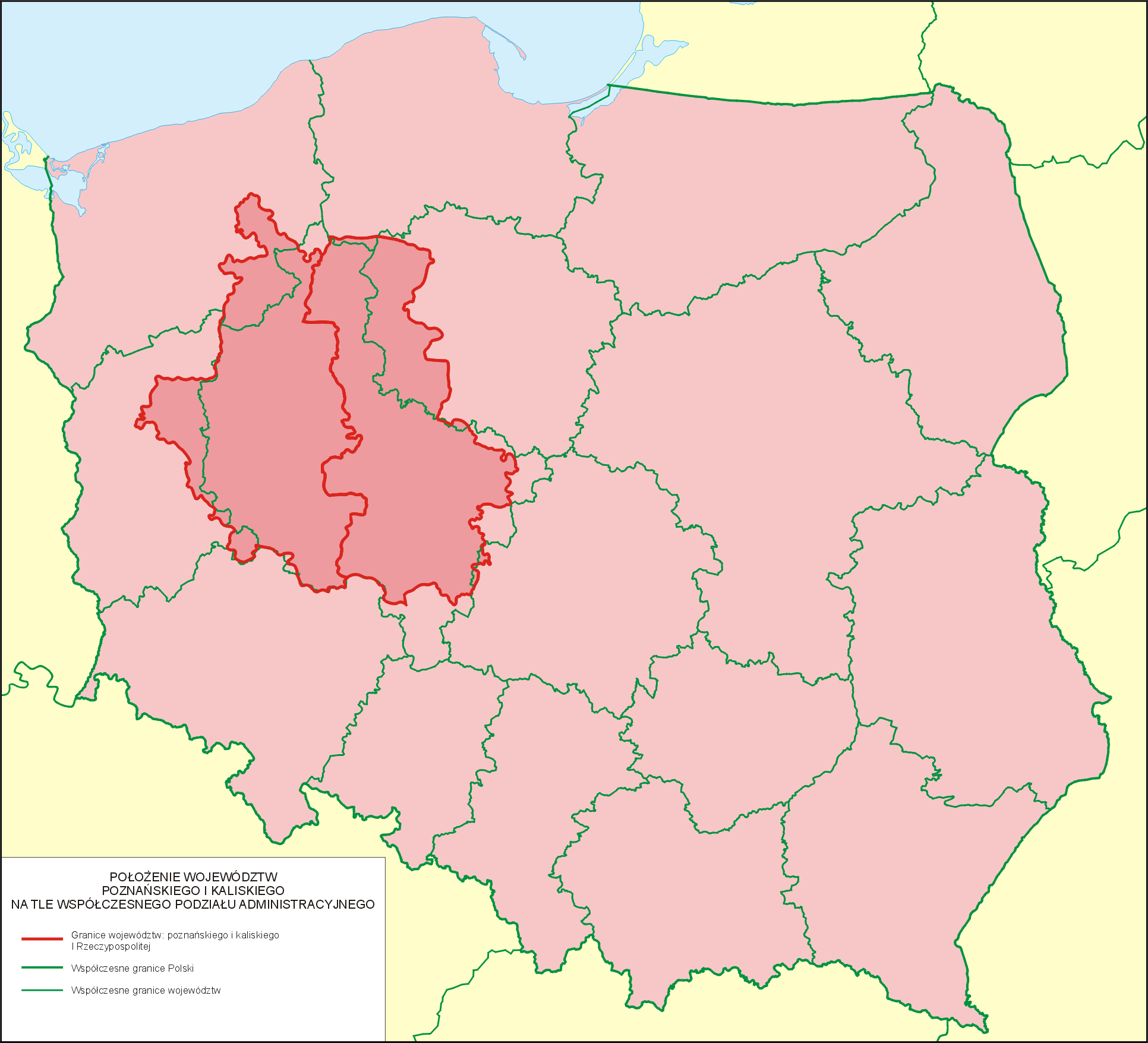
До складу Великопольщі входить Познанська землі та Каліська землі

Великопольська провінція провінція на карті Речі Посполитої (1619).

Великопо́льща або Вели́ка По́льща (лат. Polonia Maior, пол. Wielkopolska) — історична область у центрально-західній частині Польщі, у басейні річки Варта. Центральне місто — Познань. Друге за значенням місто — Гнєзно, перша столиця Польщі. Охоплює території сучасних воєводств: Великопольське, схід Любуського, південь Куявсько-Поморського, захід Лодзського. Вперше згадується в 1257 році.
Протиставляється Малопольщі з центром у Кракові.

## Воєводства Польського Королівства, Республіки Обох Націй (Речі Посполитої)

Сучасний герб Великопольщі

| Воєводство | Воєводство                | Центр      |
| ---------- | ------------------------- | ---------- |
|            | Познанське воєводство     | Познань    |
|            | Калішське воєводство      | Каліш      |
|            | Гнєзненське воєводство    | Гнєзно     |
|            | Сєрадзьке воєводство      | Серадз     |
|            | Ленчицьке воєводство      | Ленчиця    |
|            | Берестейське воєводство   | Берестя    |
|            | Іновроцлавське воєводство | Іновроцлав |